# Canadian Professional Soccer League
La Canadian Professional Soccer League, nota anche con l'acronimo CPSL, è stata una lega calcistica canadese che fu attiva solo nel 1983. Fu il primo tentativo di creare un campionato di calcio professionistico di primo livello in Canada. Il campionato durò solo 73 giorni.

## Storia
La lega venne annunciata il 7 dicembre 1982 da John Bailey e fu il primo vero tentativo di creare un campionato nazionale professionistico canadese. La lega, diversamente dalla vicina NASL, adottò il regolamento della FIFA. Aderirono alla lega l'Hamilton Steelers, proveniente dalla NSL, il Mississauga Croatia, gestita dal proprietario della squadra NSL dei Toronto Croatia, e dalle neonate società degli Edmonton Eagles, Calgary Mustangs, Inter Montréal e Toronto Nationals. Si vociferò della possibile adesione di squadre provenienti da Kitchener e London, cosa che però non si concretizzò.
Il campionato richiamò importanti allenatori, come Eddie Firmani alla guida dell'Inter Montréal, e importanti giocatori europei, come Manfred Müller ai Calgary Mustangs e Tony Currie ai Toronto Nationals, e sudamericani come il cileno Carlos Rivas agli Edmonton Eagles.
La lega però andò ben presto incontro a difficoltà finanziarie e dapprima il Toronto Nationals e poi l'Inter Montréal fallirono e abbandonarono il campionato. La squadra di Toronto, fallita dopo l'incontro del 15 giugno, fu temporaneamente sostituita da una società denominata semplicemente "Toronto" che ne ereditò punti e piazzamento ma che giocò un solo incontro il 26 giugno seguente prima di chiudere definitivamente i battenti. La squadra di Montréal, che giocò il suo ultimo incontro il 26 giugno, invece risentì, tra l'altro, dei costi di organizzazione di un torneo amichevole internazionale (il "Bob Laker's Intercontinental Tournament") che vide partecipare le italiane Avellino e Udinese e la francese Olympique Marsiglia. La lega decise quindi di far disputare i play-off alle quattro società rimanenti.
Si aggiudicò il torneo l'Edmonton Eagles, già vincitore della stagione regolare, battendo in finale il 1º agosto 1983 gli Hamilton Steelers per 2-0 grazie alle reti di John Connor e Carlos Rivas.
L'esperienza della CPSL terminò dopo una sola edizione e dei club che vi presero parte sopravvisse solo l'Hamilton Steelers che dopo alcuni anni di attività a livello amatoriale si iscrisse nel 1987 alla Canadian Soccer League, nuovo campionato professionistico canadese.

## Squadre partecipanti
| Club                | Stagione | Città       | Stadio                  | Stagione precedente |
| ------------------- | -------- | ----------- | ----------------------- | ------------------- |
| Calgary Mustangs    | dettagli | Calgary     | Mewata Stadium          | Esordiente          |
| Edmonton Eagles     | dettagli | Edmonton    | Clarke Stadium          | Esordiente          |
| Hamilton Steelers   | dettagli | Hamilton    | Ivor Wynne Stadium      | Vincitore della NSL |
| Inter Montréal      | dettagli | Montréal    | Jarry Park Stadium      | Esordiente          |
| Mississauga Croatia | dettagli | Mississauga | Centennial Park Stadium | Esordiente          |
| Toronto Nationals   | dettagli | Toronto     | Varsity Stadium         | Esordiente          |

## Formula
Il torneo prevedeva una prima fase a girone unico, seguita dai play-off a cui avrebbero avuto accesso le quattro squadre meglio piazzate. Le semifinali si disputarono su base geografica al meglio di tre incontri, che davano accesso alla finale che avrebbe attestato i vincitori della competizione.

## Classifica regular season
|  | Pos. | Squadra             | Pt | G  | V | N | P | GF | GS |
|  | ---- | ------------------- | -- | -- | - | - | - | -- | -- |
|  | 1.   | Edmonton Eagles     | 17 | 10 | 7 | 3 | 0 | 24 | 6  |
|  | 2.   | Hamilton Steelers   | 12 | 12 | 3 | 5 | 4 | 20 | 20 |
|  | 3.   | Inter Montréal      | 11 | 8  | 5 | 2 | 1 | 15 | 8  |
|  | 4.   | Mississauga Croatia | 9  | 13 | 4 | 1 | 7 | 16 | 31 |
|  | 5.   | Calgary Mustangs    | 8  | 12 | 2 | 4 | 6 | 13 | 21 |
|  | 6.   | Toronto Nationals   | 5  | 7  | 2 | 1 | 4 | 11 | 15 |

## Fase finale

### Eastern semifinals
| Mississauga 13 luglio 1983 | Mississauga Croatia | 3 – 2 | Hamilton Steelers | Centennial Park Stadium |

| Hamilton 15 luglio 1983 | Hamilton Steelers | 4 – 1 | Mississauga Croatia | Ivor Wynne Stadium |

| Hamilton 25 luglio 1983 | Hamilton Steelers | 2 – 0 | Mississauga Croatia | Ivor Wynne Stadium (1.000 spett.) |

### Western semifinals
| Edmonton 17 luglio 1983 | Edmonton Eagles | 2 – 1 | Calgary Mustangs | Clarke Stadium |

| Calgary 20 luglio 1983 | Calgary Mustangs | 1 – 2 | Edmonton Eagles | Mewata Stadium (1.049 spett.) |

### CPSL Championship game
| Edmonton 1º agosto 1983 | Edmonton Eagles | 2 – 0 | Hamilton Steelers | Clarke Stadium (4.500 spett.) |